# Прапор Вермонту
Прапор Вермонту (англ. Flag of Vermont) — один з державних символів американського штату Вермонт.
Сучасний варіант прапора був прийнятий Генеральною Асамблеєю Вермонта 1 червня 1923 року. Прапор являє собою прямокутне полотнище із співвідношенням сторін 1:1,66 (або 3:5) з синім (блакитним) фоном і розташованим по центру гербом штату.
До 1923 року використовувався прапор Республіки Вермонт та два прапори, схожих на прапор країни.

## Історичні прапори Вермонту

Прапор Республіки Вермонт (1760-і — 30 квітня 1804року)
Прапор Вермонту (1 травня 1804року — 19 жовтня 1837року)
Прапор Вермонту (20 жовтня 1837 року — 31 травня 1923року)